# Selves pluvials de les planes baixes de Nova Bretanya i Nova Irlanda
Les selves pluvials de les planes baixes de Nova Bretanya i Nova Irlanda són una ecoregió terrestre del bioma de la selva tropical de fulla ampla tropical i subtropical d'Australàsia (codi d'ecoregió: AA0111), que cobreix aproximadament 35.200 km² a les illes de l'arxipèlag de Bismarck, davant la costa est de Nova Guinea.
El seu estat de conservació es considera crític.
Aquesta ecoregió, juntament amb altres de les illes del Pacífic sud-occidental, forma l'ecoregió global de boscos humits de les illes Salomó, Vanuatu i Bismarck, inclosa a la llista Global 200 del WWF.

## Territori

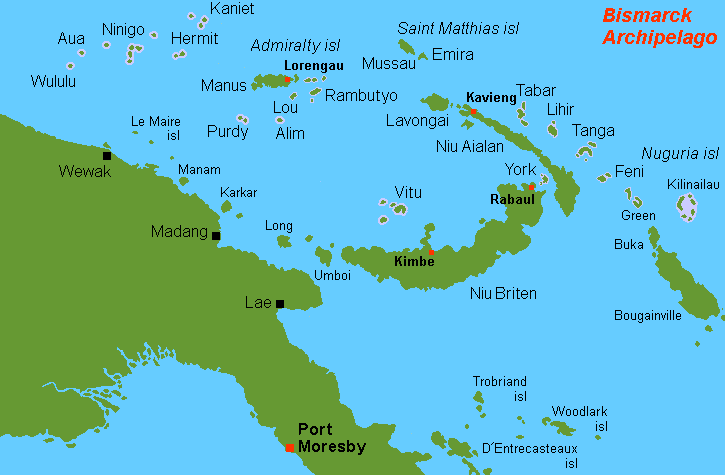
Mapa de l'Arxipèlag de Bismark

L'ecoregió inclou selves tropicals de terres baixes per sota dels 1.000 metres d'altitud a la major part de l'arxipèlag de Bismarck, Papua Nova Guinea i les illes Bismarck, que està inclosa a la llista Global 200 de WWF.
Les selves tropicals montanes per sobre dels 1.000 metres es classifiquen a l'ecoregió separada de les selves tropicals montanes de Nova Bretanya-Nova Irlanda (AA0112), mentre que els boscos de terres baixes de les Illes de l'Almirallat constitueixen una tercera ecoregió, les selves tropicals de terres baixes de les Illes de l'Almirallat (AA0101).
Malgrat la proximitat de l'arxipèlag de Bismarck a Nova Guinea i la presència de petites illes que suggereixen una antiga connexió terrestre, l'arc insular mai ha estat connectat físicament al continent. Les illes van emergir a finals del Miocè (fa uns 8-10 milions d'anys) després de l'aixecament volcànic, i molts volcans encara són actius, sobretot a Nova Bretanya. Els sòls són predominantment volcànics (àcids), però també es troben extenses zones calcàries: la pedra calcària representa aproximadament el 30% de la massa terrestre de Nova Bretanya i gairebé el 40% de Nova Irlanda, constituint tota la meitat nord d'aquesta última.
L'ecoregió inclou les dues illes principals de l'arxipèlag de Bismarck – Nova Bretanya i Nova Irlanda –, així com nombroses illes més petites.
El clima de l'ecoregió és tropical humit, però amb variacions notables en la precipitació mitjana anual, que van des d'uns 1.500 mm fins a més de 6.000 mm depenent de la ubicació i l'orografia.

## Flora
La diversitat general d'espècies d'arbres en aquesta ecoregió no és particularment alta en comparació amb la de Nova Guinea continental.
Els principals gèneres d'arbres que es troben a les selves tropicals de terres baixes inclouen Pometia (Sapindaceae), Octomeles (Datiscaceae), Alstonia (Apocynaceae), Campnosperma (Anacardiaceae), Canarium (Burseraceae), Dracontomelon (Anacardiaceae), Pterocymbium (Sterculiaceae), Crytocarya (Lauraceae), Intsia (Leguminosae), Ficus (Moraceae) i Terminalia (Combretaceae).
La vegetació de l'arxipèlag de Bismarck també és interessant per l'absència d'algunes espècies dominants en altres llocs. Per exemple, l'Araucaria hunsteinii i l'Araucaria cunninghamii, coníferes emergents comunes als boscos de terres baixes de Nova Guinea, són absents d'aquesta zona. A més, els dipterocarps, que dominen gran part dels boscos d'Indonèsia, estan poc representats: només hi ha tres espècies a Nova Guinea, i només se n'ha registrat una a l'arxipèlag de Bismarck, tot i que mai s'ha documentat correctament.
Altres tipus de boscos, com ara els boscos de pantà d'aigua dolça i els boscos de manglars, també es troben a les terres baixes. Els manglars tenen una composició especialitzada: a les zones costaneres predominen les espècies d'Avicennia i Sonneratia, mentre que a les zones interiors dominen les espècies de Rhizophora, Bruguiera i altres espècies adaptades a ambients salobres.
Els boscos de pantà d'aigua dolça són menys especialitzats, però inclouen espècies característiques com ara Campnosperma brevipetiolata, Terminalia brassii, la palmera de sagú (Metroxylon sagu) i diverses espècies del gènere Pandanus. Els boscos de pedra calcària costanera del sud de Nova Irlanda i de la Nova Bretanya costanera i interior estan dominats per Vitex cofassus (Verbenaceae).
La regió conté diversos centres de diversitat vegetal, alguns dels quals inclouen porcions de les terres baixes:
- Altiplà de Lelet, a la serralada de Schleinitz, Nova Irlanda,
- Namatanai meridional, Nova Irlanda,
- Serralada de Hans Meyer, Nova Irlanda,
- Península de Willaumez, Nova Bretanya,
- Serralada de Whiteman, Nova Bretanya,
- Muntanyes de Nakanai, Nova Bretanya.

## Fauna
Amb l'excepció de l'alt endemisme vegetal, l'ecoregió té una riquesa faunística i un endemisme relativament baixos en comparació amb altres ecoregions d'Indo-Malàisia.

### Mamífers
L'ecoregió acull 47 espècies de mamífers, la majoria dels quals són ratpenats (36 espècies) pertanyents a quatre famílies: Pteropodidae, Emballonuridae, Rhinolophidae i Vespertilionidae. Aquests són seguits pels rosegadors de la família Muridae. Nou espècies es consideren gairebé endèmiques de l'ecoregió, mentre que cap és estrictament endèmica. Diverses espècies estan classificades com a amenaçades (vulnerables o pitjor) per la UICN, incloent-hi el ualabi de Brown, la guineu voladora dels Gilliard, el ratpenat de cua de beina de l'illa Rennell, el ratpenat pilós de l'arxipèlag de Bismarck i l'Hydromys neobrittanicus.
Altres espècies gairebé endèmiques inclouen:
Ratpenat d'esquena nua d'Andersen, ratpenat d'esquena nua de Nova Bretanya, ratpenat llenguallarg de panxa negra, ratpenat de nas tubular gegant, guineu voladora de les illes de l'Almirallat, ratpenat de cua de beina de Seri, Hydromys neobritannicus, Uromys neobritannicus.

### Ocells
L'ecoregió acull 55 espècies d'aus, incloent-hi 19 espècies endèmiques i 36 gairebé endèmiques. Inclou l'Àrea d'Aus Endèmiques (EBA) de les Illes de Sant Matías i les parts de les terres baixes de l'EBA de Nova Bretanya i Nova Irlanda.
De les espècies endèmiques de distribució estreta, dues són exclusives de les Illes de Sant Matías, una de Nova Hanover, una de les Illes Feni, deu de Nova Bretanya, cinc de Nova Irlanda i la resta es distribueixen per diverses illes. La UICN considera tres espècies amenaçades: l'esparver menut de Nova Bretanya, el colom capclar i l'òliba daurada. Altres espècies endèmiques o quasi endèmiques inclouen l'aligot vesper fosc, l'astor emmantellat, l'esparver de Nova Bretanya, el colom bronzat de Nova Bretanya, la cacatua ullblava, el lloret ratpenat de les Bismarck, el nínox de les Bismarck i el nínox de Nova Bretanya.
L'illa d'Umboi, que forma part de l'ecoregió, és particularment notable per les seves vuit espècies de ratpenats frugívors i per ser un dels llocs més importants per a les aus aquàtiques de les illes Bismarck.

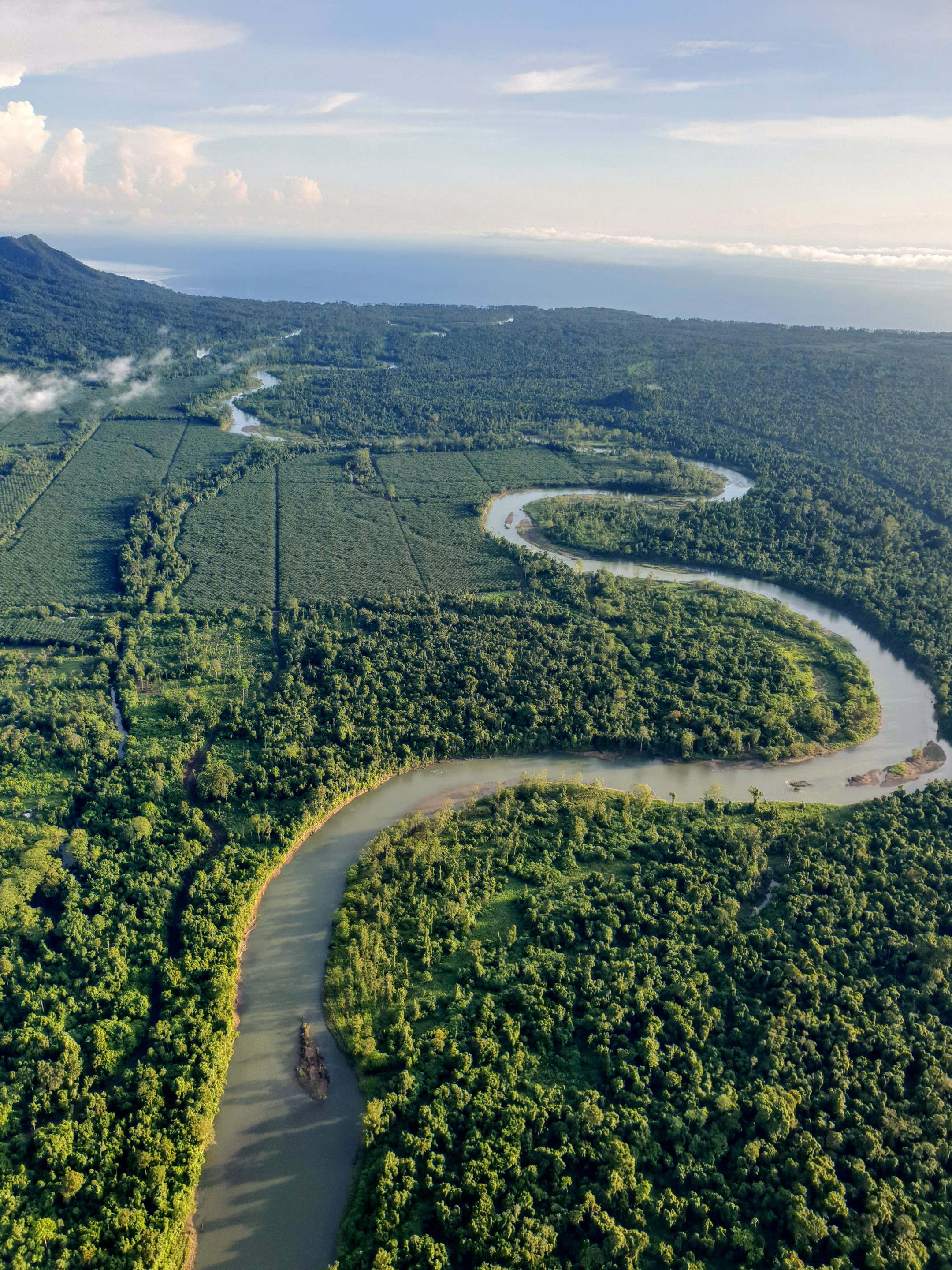
Meandres del riu Pandi. A 9 km de la desembocadura. Part del volcà Likuranga a l'esquerra. Província de Nova Bretanya Occidental.

## Conservació
L'ecoregió ha estat àmpliament desforestada i convertida en plantacions d'arbres, cultiu de copra i producció d'oli de palma. Les dues províncies de Nova Bretanya (Est i Oest) són importants productores d'oli de palma, copra i fusta. Nova Irlanda també és un centre important per a la producció de copra i fusta. Nova Bretanya Occidental té la taxa de creixement demogràfic més alta de totes les províncies de Papua Nova Guinea, amb un augment anual del 4,0%. Ja el 1993, es va considerar que les poques zones de bosc natural de terres baixes que quedaven al llarg de la costa nord de Nova Bretanya estaven greument amenaçades. De la mateixa manera, estudis realitzats el 1994 van predir que, sense mesures de conservació efectives, tot el bosc de terres baixes de Nova Irlanda seria sotmès a tala selectiva en pocs anys. A les illes de Sant Maties, el bosc primari gairebé ha desaparegut.
L'estat de conservació de l'ecoregió es considera en perill crític.
Existeixen diverses àrees protegides a la regió. Els principals són:
- Àrea de gestió de fauna salvatge de Garu, al districte de Talasea, província de Nova Bretanya Occidental;[8]
- Àrea de gestió de fauna salvatge de Pokili, al districte de Talasea, província de Nova Bretanya Occidental;[9]
- Àrea de gestió de fauna salvatge de Ranba, a Long Island, província de Madang;[10]
- Àrea de gestió de fauna salvatge de Bagiai, província de Madang;[11]
- Santuari de fauna salvatge de Crown Island, a L'illa de Crown, província de Madang.[12]